# Jean Vigo

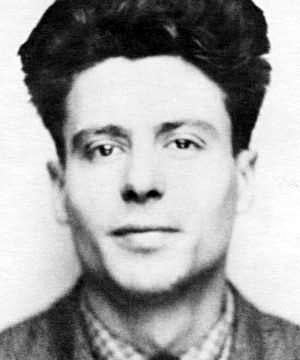
Jean Vigo under 1930-talet.

Jean Vigo, född 26 april 1905 i Paris, död 5 oktober 1934 i Paris, var en fransk filmregissör.

## Biografi
Jean Vigo gjorde under 1930-talet nyskapande filmer som förändrade den franska samtidsfilmens uttryck och så att säga markerade början på den poetiska realismen. 1934 släpptes hans enda långfilm, L'Atalante, om ett nygift par på bröllopsresa, med Michel Simon i en av sina främsta roller. Samma år dog Vigo i tuberkulos, 29 år gammal. Hans filmer var därefter otillgängliga eller svårtillgängliga under många år.
Efter andra världskriget fick filmerna ett nytt uppsving, men visades i nedklippta versioner. Trots detta gjorde de intryck på tongivande regissörer, inte minst inom kretsen kring den Franska nya vågen.

## Filmografi
- 1930 – À propos de Nice
- 1931 – Taris ou La natation
- 1932 – C i uppförande (Zéro de conduite - Jeunes diables au collège)
- 1934 – L'Atalante